# Manuel María León González
Manuel María León González y Sánchez (Sevilla, 1825 - † Jaén, 20 de octubre de 1896) religioso español, canónigo y obispo auxiliar de Sevilla. En 1877 fue nombrado obispo de Jaén.